# Ptilinopus mercierii
El tilopo de Mercier (Ptilinopus mercierii) es una especie extinta de ave columbiforme de la familia Columbidae endémica de las islas Marquesas, en la Polinesia Francesa. El último registro de la especie fue en 1922, de la subespecie tristrami en Hiva Oa. Su extinción se atribuye a la introducción en las islas de especies foráneas, especialmente la del búho americano (Bubo virginianus) que se habría convertido en su depredador, además de las ratas y gatos.